# Vladimir Ciobanu
Vladimir Ciobanu (n. 25 aprilie 1953, Taraclia, raionul Căușeni, RSS Moldovenească, URSS) este un politician moldovean. În Legislatura 2005-2009 a Parlamentului Republicii Moldova, a fost ales deputat pe listele Blocului electoral "Moldova Democrată" (din partea AMN). În 2006 a părăsit Alianța "Moldova Noastră". În decembrie 2009 a aderat la Partidul Democrat din Moldova, fiind în scurt timp ales în funcția de secretar general al formațiunii.